# نبرد شلدت
نبرد شلدت (انگلیسی: Battle of the Scheldt) در جنگ جهانی دوم، یک سری عملیات نظامی به رهبری ارتش اول کانادا، با یگان‌های کانادایی، لهستانی و بریتانیایی برای باز کردن مسیر کشتیرانی به آنتورپ بود تا از بندر آن برای تأمین تجهیزات متفقین در شمال غربی اروپا استفاده شود. تحت فرماندهی سپهبد اول کانادایی گای سیموندز، نبرد در شمال بلژیک و جنوب غربی هلند از ۲ اکتبر تا ۸ نوامبر ۱۹۴۴ رخ داد.